# Île de Cavallo
Die Île de Cavallo ist eine Insel der Îles Lavezzi, einer aus etwa 100 Inseln und Granitriffen bestehenden Inselgruppe in der Straße von Bonifacio zwischen Korsika und Sardinien.
Die Insel zählt zu den südlichsten bewohnten Punkten Frankreichs in Europa; sie liegt etwa 4 km vom korsischen Festland, südlich des Pointe de Sperono, entfernt. Neben der Île de Cavallo gehören noch die südlicher gelegene, unbewohnte Île Lavezzi sowie Piana, Ratino, Poraggia und Perduto zum französischen Staatsgebiet. Diese wurden zu Naturschutzgebieten erklärt.
Die Île de Cavallo befindet sich in Privatbesitz. Die überwiegend von Milliardären bewohnte Insel mit künstlich geschaffenem Hafen und Landeplatz für Kleinflugzeuge hatte weltweite Schlagzeilen:
- 1978 gab Prinz Viktor Emanuel von Savoyen bei einem Streit im Hafen angeblich mehrere Schüsse ab, die einen unbeteiligten deutschen Studenten, den Sohn von Ryke Geerd Hamer, trafen. Dieser wurde schwer verletzt und erlag vier Monate später seinen Verletzungen.
- 1990 sprengten korsische Separatisten zwei im Bau befindliche Restaurants in die Luft.
- 1991 verfügte ein Gericht den Baustopp eines für den Industriellen Jacky Setton (Pioneer France) illegal errichteten neuen Beton-Yachthafens.
- eine der Traumvillen des 2002 verstorbenen Biermagnaten Freddy Heineken war zu erwerben.

In der Urlaubssaison fährt täglich ein Boot vom korsischen Festland (Piantarella) zum berühmten Fünf-Sterne-Hotelrestaurant des Pecheurs. Die Überfahrt dauert per Privatboot des Hotels 10 Minuten, per öffentlichem Boot ca. 15 Minuten, günstige Winde vorausgesetzt. Man kann sich auch per Hubschrauber oder Flugzeug vom Flughafen Figari auf die Insel bringen lassen.